# 母と子の絆
「母と子の絆」（原題： Mother and Child Reunion）は、ポール・サイモンが作詞作曲し1972年に発表した楽曲。

## 概要
ジミー・クリフやデズモンド・デッカー、バイロン・リーなどジャマイカの音楽家のファンであったポール・サイモンは、サイモン&ガーファンクルのアルバム『明日に架ける橋』（1970年）の制作時に、スカのリズムを取り入れた「手紙が欲しい」をレコーディングした。しかし彼は同曲の出来栄えに不満を抱いており、アート・ガーファンクルとデュオを解消後、レゲエ／スカに再び挑戦する意欲を燃やした。
ソロ・アルバムを共同プロデュースすることとなったロイ・ハリーは次のように証言している。「ポールはスカと恋に落ちたが、彼はそのサウンドをアメリカ人のミュージシャンに再現させる気にはなれず、ぜひともジャマイカに行って、本物のスカのミュージシャンと仕事がしたいと言い張った。これは革命的な考え方だった」
サイモンはジミー・クリフの反戦歌「Vietnam」のとりこになっていた。曲の結末で、主人公の母親は戦死した息子の遺体が船で運ばれてくるのを待つ。サイモンはもし近しい人がなくなったら自分はどうするのだろうと自問した。この思いが「母と子の絆」のインスピレーションの元となった。彼は「Vietnam」のプロデューサーを務めたレスリー・コングに直接電話し、現地でのレコーディングが決まった。彼とハリーがキングストンのダイナミック・サウンド・スタジオに到着すると、トゥーツ・アンド・ザ・メイタルズとの共演経験があるギタリストのハックス・ブラウンやベーシストのジャッキー・ジャクソン、ドラマーのウィンストン・グレナンらより抜きのミュージシャンたちが待ち受けていた。サイモンが「さあ、スカをプレイしよう」と呼びかけると、彼らはスカはやらないと答えた。「じゃあ君たちは何をやるんだ？」と訊くと、彼らは「レゲエさ」と答えたという。サイモンは続けて言った。「わかった。じゃあレゲエをやろう」
歌詞はまだなかったので、キングストンでのレコーディングでは意味のない言葉を歌った。ニューヨークに戻ったのち、サイモンのボーカル、シシー・ヒューストンらによるバッキング・ボーカル、ラリー・ネクテルのピアノなどがオーバーダビングされた。
当時、サイモンはニューヨークの95丁目にあるアパートに1969年に結婚したペギー・ハーパーと暮らしていた。ある夜、二人はチャイナタウンにある「セイ・エン・ルク」という中華レストランに入った。店のメニューに「母と子の再会（Mother and Child Reunion）」という興味深い料理名があるのを目に留めた。それは鶏肉と卵を使った料理のことだった。歌詞はこの神秘的な言葉から生まれた。
1972年1月14日発売のアルバム『ポール・サイモン』に収録され、1月17日にシングルカットされた。B面は「パラノイア・ブルース」。
同年4月1日付のビルボード・Hot 100で4位を記録した。ビルボードのイージーリスニング・チャートでも4位を記録。イギリスは5位、カナダは5位、オーストラリアは5位、アイルランドは15位、南アフリカは1位を記録した。ビルボードの1972年の年間チャートは57位を記録した。
ライブ・バージョンは『ライヴ・ライミン』（1974年）に収録されている。また、2011年4月7日放送の『レイト・ナイト・ウィズ・ジミー・ファロン』に出演した際、ジミー・クリフの「Vietnam」と「母と子の絆」をメドレーで演奏した。

## カバー
- ヤング101（1972年9月・訳詞：増永直子、『ステージ101』のアルバム『怪獣のバラード』に収録）
- 尾崎紀世彦（1972年10月のライブ版・訳詞：千家和也、アルバム『尾崎紀世彦オン・ステージ』 『尾崎紀世彦“ライブ”』に収録）